# Оријак (Атлантски Пиринеји)
Оријак (фр. Auriac) насеље је и општина у југозападној Француској у региону Аквитанија, у департману Атлантски Пиринеји која припада префектури По.
По подацима из 2011. године у општини је живело 245 становника, а густина насељености је износила 46,85 становника/km². Општина се простире на површини од 5 km². Налази се на средњој надморској висини од 242 метара (максималној 250 m, а минималној 145 m).

## Демографија
| 1962. | 1968. | 1975. | 1982. | 1990. | 1999. | 2011. |
| ----- | ----- | ----- | ----- | ----- | ----- | ----- |
| 163   | 153   | 167   | 166   | 180   | 209   | 245   |

График промене броја становника у току последњих година